# Vicia andicola
Vicia andicola är en ärtväxtart som beskrevs av Carl Sigismund Kunth. Vicia andicola ingår i släktet vickrar, och familjen ärtväxter. Inga underarter finns listade i Catalogue of Life.